# هارولد ريتشاردسون
هارولد ريتشاردسون (1873 - ) (بالإنجليزية: Harold Richardson)‏ هو لاعب كريكت بريطاني.

## وصلات خارجية
- هارولد ريتشاردسون على موقع إي آس بي آن كريك إنفو (الإنجليزية)